# New York Rugby League
Ne doit pas être confondu avec New York Knights ou Brooklyn Kings.
Le New York Rugby League («  New York rugby à XIII »)  est un projet sportif de créer une nouvelle équipe  de rugby à XIII à New York,  afin de lui faire disputer la Super League, championnat britannique de rugby à XIII, une compétition également  ouverte aux clubs étrangers (notamment français et canadiens).
Le projet, né à la fin des années 2010, se concrétise en 2019 sous la forme d'une franchise,  avec l'admission , dans un premier temps,  en championnat anglais de troisième division à partir de 2021. Son promoteur en est le britannique  Ricky Wilby.
La franchise ambitionne de rejoindre la Super League en 2023.

## Effectifs par saisons
La franchise indique en 2019 vouloir recruter un maximum de cinq joueurs océaniens, et privilégier des joueurs du continent américain, comme les canadiens, jamaïcains, et bien sûr des joueurs américains, tels que Luke Hume.
Fin 2019, une rumeur circule dans les médias, concernant le recrutement possible d'Israel Folau,.